# Eriopyga contempta
Eriopyga contempta là một loài bướm đêm trong họ Noctuidae.